# André Richard (homme politique)
Pour les articles homonymes, voir André Richard et Richard.
André F. Richard, né le 16 décembre 1906 et mort le 13 mai 1993, est un homme d'affaires et un homme politique canadien.

## Biographie
André F. Richard est né le 16 décembre 1906 à Sainte-Anne-de-Kent, au Nouveau-Brunswick. Son père est François G. Richard, un membre à l'Assemblée législative du Nouveau-Brunswick et sa mère est Marie-Jeanne Richard. Il étudie école de Sainte-Anne puis à la Lasalle Extension University. Il épouse Rosie Caissie le 2 décembre 1929 et le couple a huit enfants.
Il est député de Kent à l'Assemblée législative du Nouveau-Brunswick de 1956 à 1970 en tant que libéral. Il est aussi ministre des Travaux publics de 1960 à 1966 puis ministre des transports de 1967 à 1970, dans le gouvernement de Louis Robichaud.
Il est membre de la Société nationale de l'Acadie et du Club Richelieu.